# وینچنزو رنلا
وینچنزو رنلا (انگلیسی: Vincenzo Rennella؛ زادهٔ ۸ اکتبر ۱۹۸۸) بازیکن فوتبال اهل فرانسه است.
از باشگاه‌هایی که در آن بازی کرده‌است می‌توان به باشگاه فوتبال لوگو، باشگاه فوتبال گراس‌هاپر زوریخ، باشگاه فوتبال رئال بتیس، باشگاه فوتبال کن، باشگاه فوتبال رئال وایادولید، باشگاه فوتبال کوردوبا، باشگاه فوتبال چزنا، باشگاه فوتبال لوگانو، و باشگاه فوتبال جنوآ اشاره کرد.